# شويز (سويسرا)
شويز (بالفرنسية: Schwyz)‏ هي بلدية وعاصمة لكانتون شفيتس في سويسرا.

## أعلام
- أوسكار كامينزيند
- مارتن مارتي
- كزافييه كولر
- أنطون مارتي
- كارل إنجل